# Marocain sellant son cheval
Marocain sellant son cheval est un tableau de l'artiste français Eugène Delacroix réalisé en 1855 et conservé au musée de l'Ermitage à Saint-Pétersbourg.

## Description
La toile représente un homme marocain adulte vêtu de vêtements légers et coiffé d'un turban blanc, sellant son cheval sur fond de paysage vallonné. A côté de l'homme au sol est posé un sabre dans un fourreau en écharpe. À gauche, en arrière-plan, on aperçoit la silhouette d'un cavalier  vêtu d'une robe sombre. En bas à droite se trouvent la signature et la date de l'artiste : Eug. Delacroix 1855.
L'image est construite sur les contrastes traditionnels de Delacroix : un ciel bleu avec des nuages gris clair et foncé crée une ambiance orageuse, qui contraste fortement avec les collines lointaines vert foncé en arrière-plan. La robe courte jaune clair du personnage principal contraste avec la couverture rouge redressée par l'homme à cheval. Tout cela ensemble transforme une intrigue apparemment ordinaire en une scène pleine de dynamisme et d’expression.

## Provenance

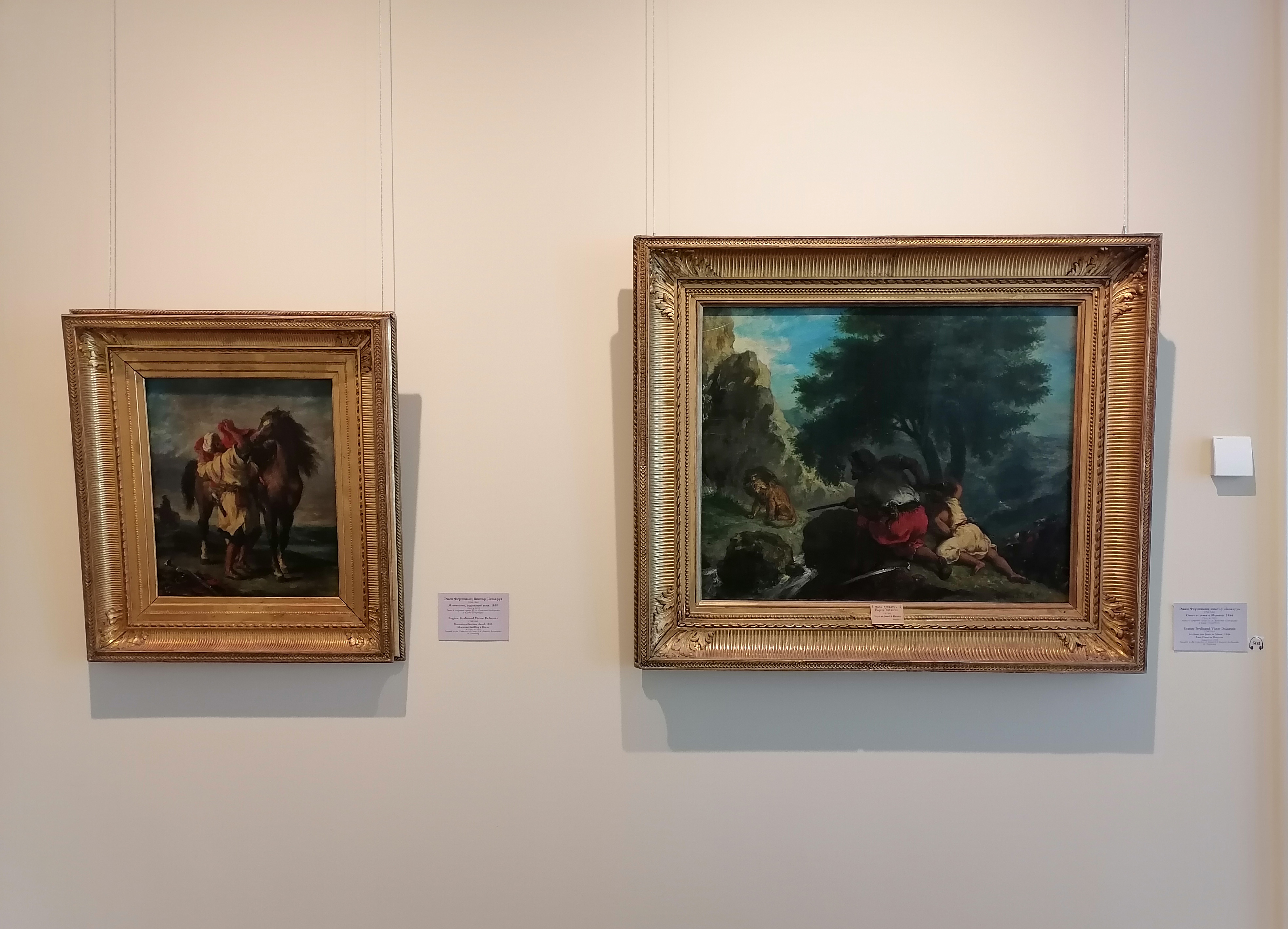
Marocain sellant un cheval (à gauche) et La Chasse au Lion au Maroc (à droite) dans le Hall 308 du Bâtiment de l'Etat-Major

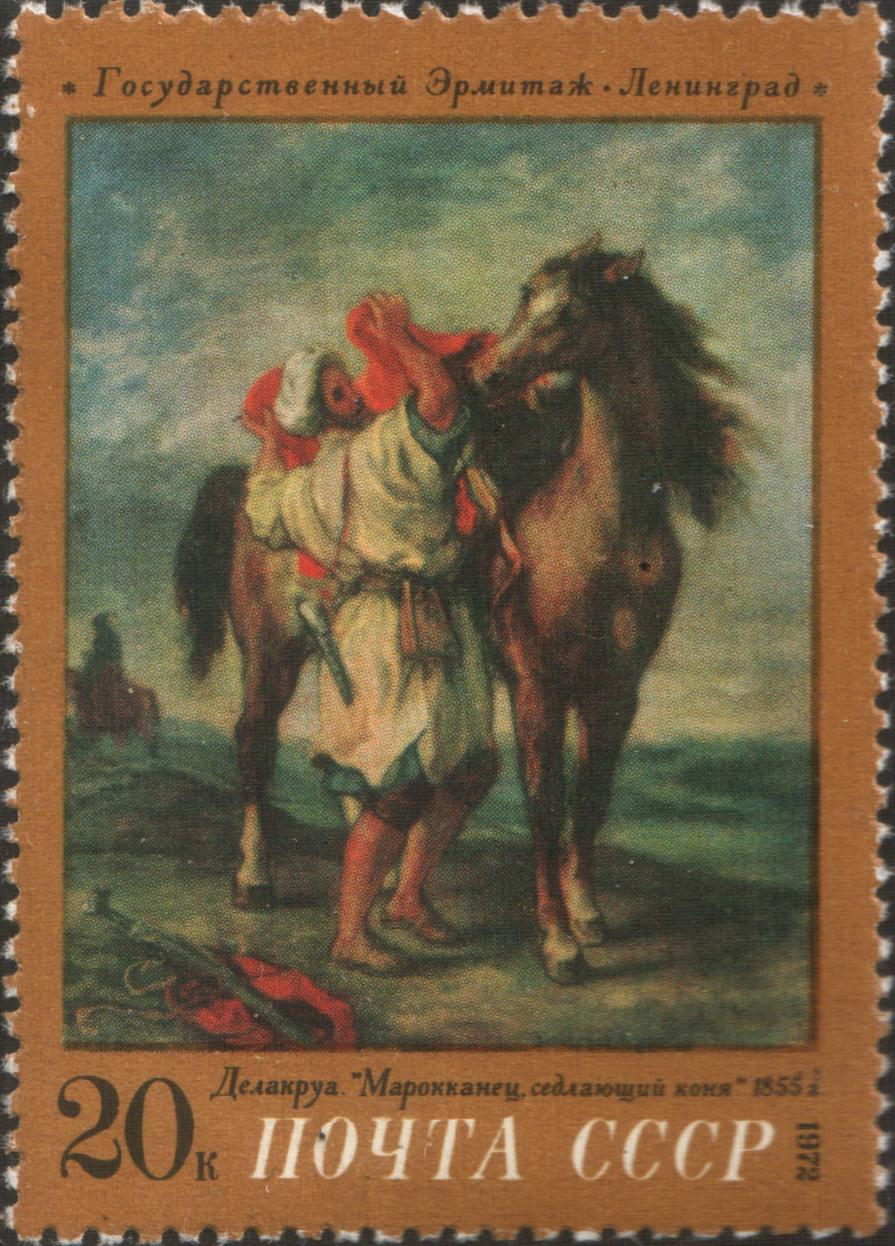
« Un Marocain sellant un cheval » sur un timbre-poste de l'URSS

Le tableau a été peint en 1855, bien que son concept remonte probablement aux années 1820. Presque immédiatement après sa réalisation, le tableau a été acquis par le comte Kushelev-Bezborodko. Après sa mort en 1862, le tableau, comme toutes les œuvres de sa collection, fut transféré par testament au Musée de l'Académie des Arts et y devint une partie de la galerie spéciale Kushelevskaya, et dans le catalogue de la galerie de 1868, il figurait sous le titre « Turc sellant un cheval » ; dans le premier catalogue raisonné scientifique des œuvres de Delacroix, publié en 1885, le tableau est répertorié sous son titre actuel « Un Marocain sellant son cheval ».
En 1922, le tableau a été transféré à l'Ermitage et est exposé depuis fin 2014 dans le Palais de l'État-Major, salle 308, à côté de La Chasse au Lion au Maroc du même artiste.
En 1972, la poste de l'URSS a émis un timbre-poste d'une valeur nominale de 20 kopecks avec une reproduction du tableau.

## Œuvres similaires

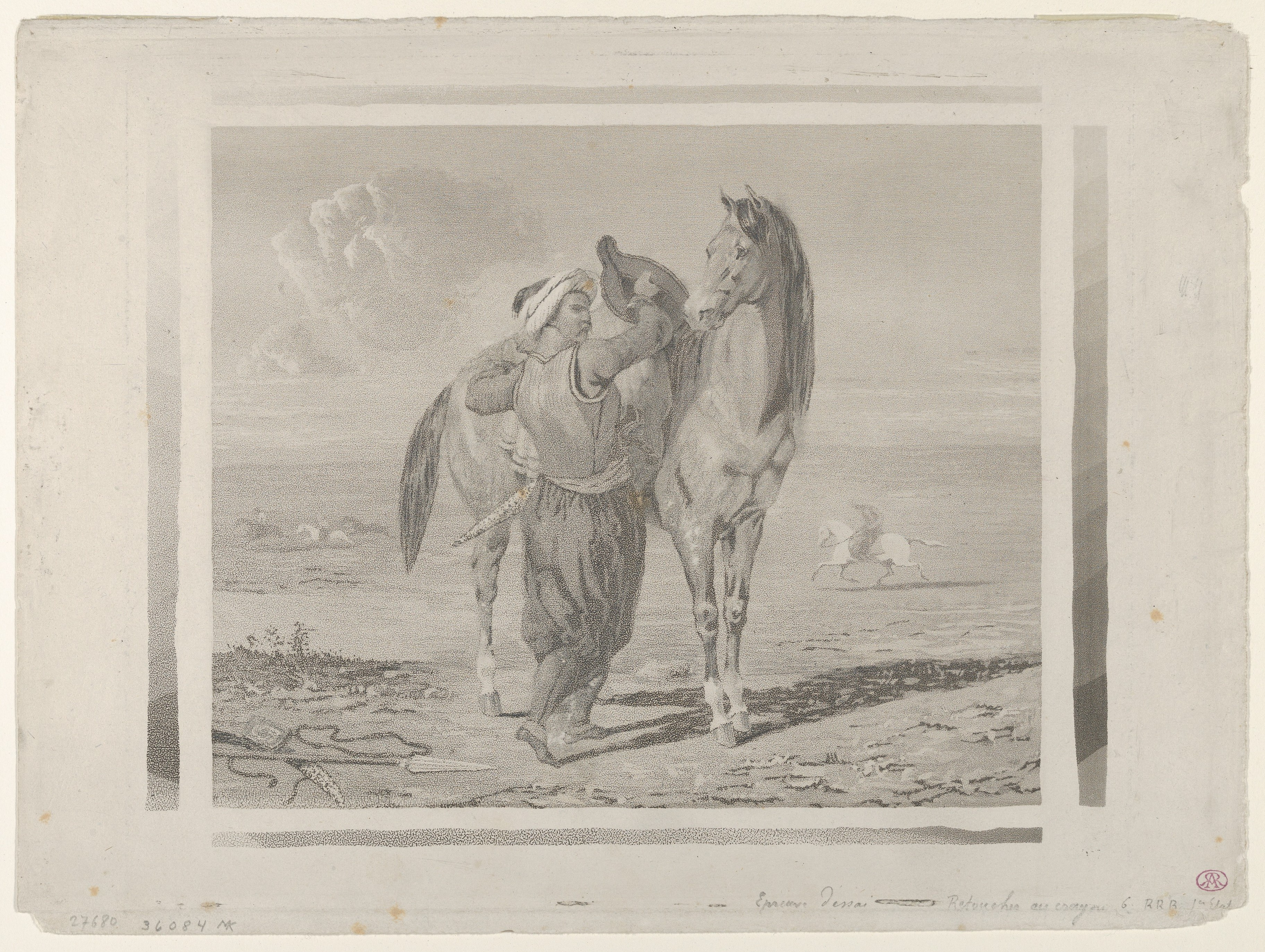
E. Delacroix, Un Turc sellant un cheval, 1824, aquatinte, estampe, Metropolitan Museum of Art, New York.

En 1824, Delacroix exécute une aquatinte (eau-forte) avec une composition et une intrigue très similaires, « Un Turc sellant un cheval », dont l'une des estampes se trouve dans la collection du Metropolitan Museum of Art (taille du dessin 26,5 × 20,8 cm, taille totale de la feuille 33,9 × 25 cm).

## Source de traduction
- (ru) Cet article est partiellement ou en totalité issu de l’article de Wikipédia en russe intitulé « Марокканец, седлающий коня » (voir la liste des auteurs).